# Terremoti in Italia nel XX secolo
La seguente lista contiene la cronologia dei principali terremoti avvenuti nella regione geografica italiana nel XX secolo.
| DATA                                                                           | LUOGO                                                               | MAGNITUDO RICHTER (ML) | MAGNITUDO MOMENTO (Mw) | INTENSITA' MERCALLI (MCS) | AREA INTERESSATA E NOTE EVENTO | VITTIME      |
| ------------------------------------------------------------------------------ | ------------------------------------------------------------------- | ---------------------- | ---------------------- | ------------------------- | --- | ------------ |
| 30 ottobre 1901                                                                | Salò, Lombardia                                                     | -                      | -                      | VIII Mercalli             | Grave sisma mette in ginocchio la città, causando gravi danni anche sul lago di Garda. | -            |
| 24 febbraio 1904 (dettagli)                                                    | Magliano de' Marsi, Abruzzo                                         | -                      | 5,7 Mw                 | IX Mercalli               | Danni nel comune di Magliano de' Marsi, in particolare nella frazione di Rosciolo, nei piani Palentini, e nelle aree limitrofe della Marsica. | -            |
| 8 settembre 1905 (dettagli)                                                    | Nicastro, Calabria                                                  | -                      | 7,1 Mw                 | VIII-XI Mercalli          | Ore 1:43 locali. Epicentro non determinato. Alcuni studi lo pongono nel golfo di Sant'Eufemia o presso Vibo Valentia. Dopo il sisma si generò un forte tsunami. | 557          |
| 23 ottobre 1907 (dettagli)                                                     | Canolo e San Luca, Calabria                                         | -                      | -                      | VIII-IX Mercalli          | Epicentro a Canolo (provincia di Reggio Calabria), nella Calabria meridionale. | 167          |
| 18 dicembre 1907                                                               | Irpinia e Basilicata                                                | -                      | -                      | -                         | Alcune lesioni. | -            |
| 28 dicembre 1908 (dettagli)                                                    | Messina, Sicilia e Reggio Calabria, Calabria                        | -                      | 7,2 Mw                 | XI-XII Mercalli           | Ore 5:20 locali. Il secondo terremoto per intensità in Italia, dopo il terremoto del Val di Noto del 1693, e primo per numero di vittime. È anche la più grande sciagura in Europa per numero di vittime a memoria d'uomo. Un sisma durato 37 secondi distrusse le città di Reggio Calabria e Messina. Il sisma causò anche un forte tsunami che contribuì a distruggere le due città. | 120000 circa |
| 7 giugno 1910 (dettagli)                                                       | Calitri, Campania                                                   | -                      | -                      | VIII-IX Mercalli          | Il sisma colpì l'Irpinia e la Basilicata come tre anni prima. I comuni interessati dal terremoto furono 53 (41 nella provincia di Avellino e 12 nella provincia di Potenza). | 40-50 circa  |
| 15 ottobre 1911                                                                | Etna, Sicilia                                                       | -                      | -                      | X Mercalli                | Maggiori danni a Giarre. | 13           |
| 8 maggio 1914                                                                  | Linera, Sicilia                                                     | -                      | -                      | IX-X Mercalli             | Ore 18:01 locali. La scossa, molto violenta, distrusse quasi interamente il paese di Linera. Furono direttamente interessate Santa Venerina, Zafferana Etnea ed Acireale ma il terremoto fu avvertito distintamente in tutta l'area etnea. | 70 circa     |
| 26 ottobre 1914                                                                | Piemonte, Val Sangone, provincia di Torino (45.05 7.36)             | 5,2 ML                 | 5,3 Mw                 | VII Mercalli              | Questo terremoto molto forte si verificò alle ore 04:43 locali nel comune di Giaveno in provincia di Torino. La scossa fu risentita in gran parte del Piemonte soprattutto nei luoghi vicini all'epicentro, causando anche diversi danni come caduta di cornicioni e comignoli, ma anche comunque nel resto del Nord-Ovest fu sentita. A Cumiana, quasi tutti gli edifici del capoluogo e frazioni avevano riportato danni ingenti; a Giaveno si dovette anche lamentare una vittima, un ragazzo rimasto sepolto dal crollo del soffitto nella stanza dove dormiva. Dopo la scossa principale, altre di assestamento di cui una di 4.5 alle ore 16:22 e molte persone avevano deciso di passare la notte successiva all'aperto per il continuare delle scosse di cui una di 4.7 all'1:12. | 1            |
| 13 gennaio 1915 (dettagli)                                                     | Avezzano, Abruzzo                                                   | -                      | 7,0 Mw                 | XI Mercalli               | Ore 7:52 locali. Un forte sisma si abbatte nella conca del Fucino vicino ad Avezzano e distrugge il comune epicentrale, causando oltre 10.000 vittime, e altri piccoli centri della Marsica come Albe, Cappelle dei Marsi, Gioia dei Marsi e San Benedetto dei Marsi. Gravissimi danni e numerose vittime si registrano a Collarmele, Pescina, Massa d'Albe e nei comuni della valle Roveto, valle del Liri e valle del Salto. Sia l'evento principale che le 1.000 scosse di replica successive vennero avvertite fino a Roma e Napoli, causando gravi danni. | 30519        |
| 16 agosto 1916 (dettagli) Archiviato il 18 giugno 2009 in Internet Archive.    | Provincia di Pesaro e Urbino e provincia di Rimini                  | -                      | -                      | VIII-IX Mercalli          | Epicentro attorno al confine tra Marche ed Emilia-Romagna. | 4            |
| 26 aprile 1917                                                                 | Umbria e Toscana                                                    | -                      | -                      | IX Mercalli               | Furono distrutti dal sisma Monterchi e Citerna; anche Sansepolcro riportò danni, mentre furono provocati danni a tutti i centri urbani dell'alta Valle del Tevere. | 20 circa     |
| 24 novembre 1918                                                               | Giarre, Sicilia                                                     | -                      | -                      | -                         | Il sisma colpì la Sicilia orientale. | 100          |
| 29 giugno 1919 (dettagli)                                                      | Vicchio di Mugello, Toscana                                         | -                      | 6,2 Mw                 | IX Mercalli               | Il sisma avvenne nell'area del Mugello tra i 5 e i 10 km di profondità e distrusse Vicchio e le sue frazioni Pilarciano, Villore, Rostolena, Mirandola, Villa, Vitigliano, Rupecanina e Casole. Si ebbero gravi danni a Firenze, Firenzuola e Prato. | + 100        |
| 22 ottobre 1919                                                                | Anzio, Lazio                                                        | -                      | -                      | -                         | - | -            |
| 7 settembre 1920 (dettagli)                                                    | Fivizzano e Villa Collemandina, Toscana                             | -                      | 6,8 Mw                 | IX-X Mercalli             | Ore 7:56 locali. Il sisma avvenne fra la Lunigiana e la Garfagnana. Fivizzano, comune epicentrale, fu completamente raso al suolo mentre furono danneggiati Sassalbo, Vignetta, Regnano, Luscignano, Montecorto, Comano, Ceserano, Villafranca, Merizzo, Fornoli e ci furono vittime anche a Virgoletta e a Filattiera[6]. Il sisma fu avvertito anche a Siena, Livorno, La Spezia e Chiavari. | 171          |
| 29 dicembre 1922                                                               | Frosinone, Lazio                                                    | -                      | -                      | -                         | Il sisma colpì la Valle di Comino. | -            |
| 2 gennaio 1924 (dettagli) Archiviato il 21 settembre 2013 in Internet Archive. | Senigallia, Marche                                                  | -                      | -                      | VII-VIII Mercalli         | Il terremoto fu avvertito in Toscana, Umbria e Marche. I comuni più danneggiati dal sisma furono Marotta, San Costanzo, Mondolfo e Scapezzano. | -            |
| 17 agosto 1926                                                                 | Isole Eolie, Sicilia                                                | -                      | -                      | -                         | Crolli e gravi lesioni nell'isola di Salina. Danni minori a Lipari e Filicudi. | -            |
| 26 dicembre 1927                                                               | Colli Albani, Lazio                                                 | -                      | 4,8 Mw                 | VIII Mercalli             | Ore 16:06 locali. È stato il quarto più violento terremoto prodotto dal Vulcano dei Colli Albani dopo quelli del 1806, 1438 e 1899. La scossa colpì tutta l'area dei Colli Albani e Roma. Il paese più danneggiato fu Nemi, dove quasi tutte le abitazioni subirono crolli e gravi lesioni e vennero dichiarate inabitabili. Furono seriamente danneggiati anche tutti gli edifici pubblici e il medievale castello Orsini. Danni gravi furono riscontrati anche a Genzano, dove la scossa causò il crollo totale di una casa e moltissimi altri edifici risultarono "completamente sventrati", in particolare nella parte alta del paese, a ridosso del cratere vulcanico; a Lanuvio si ebbero lesioni, più o meno gravi, in tutti gli edifici. A Roma si ebbero lesioni in vari edifici ed una vittima; danni discreti furono segnalati anche ad Ariccia, Albano Laziale e Velletri. La scossa, avvenuta nel giorno della festività di Santo Stefano, colse quasi tutta la popolazione dei paesi più colpiti nelle vie; a questa fortunata coincidenza si dovette lo scarso numero di feriti e vittime. Il terremoto provocò frane, allagamenti e spaccature del terreno. Il lago vulcanico di Nemi ebbe violente variazioni del livello delle acque, che "bollirono" per un tempo notevole. | 2            |
| 7 marzo 1928                                                                   | Calabria centro - meridionale                                       | -                      | 5,9 Mw                 | VIII Mercalli             | Forte terremoto devasta molti abitati della Piana di Gioia Tauro e dell'area Vibonese. Colpite Mileto, San Calogero, Sant'Onofrio e Seminara. | -            |
| 27 marzo 1928                                                                  | Carnia, Friuli-Venezia Giulia                                       | -                      | -                      | VIII-IX Mercalli          | - Furono colpiti principalmente i comuni di Tolmezzo, Arta Terme, Verzegnis e Villa Santina.Caduta di cornicioni dal duomo di Tolmezzo, crollo dell'abside della chiesa di Chiaicis, ad Arta Terme parzialmente crollato il municipio, ad Enemonzo danneggiata la Chiesa di San Giorgio | 11           |
| 10 aprile 1929 (dettagli)                                                      | Bologna, Emilia-Romagna                                             | -                      | -                      | VII Mercalli              | Una lunga serie sismica danneggia le abitazioni di Bologna e delle aree rurali pedeappenniniche, quali Crespellano, Bazzano, Monte San Pietro, Castel di Serravalle, Praduro e Sasso e Monteveglio. | -            |
| 23 luglio 1930 (dettagli)                                                      | Bisaccia e Lacedonia, Campania                                      | -                      | 6,7 Mw                 | X Mercalli                | Ora 1:08 locali. Il terremoto colpì l'Irpinia e la Basilicata, precisamente l'area del Monte Vulture. Causò danni e morti in Campania, Puglia e Basilicata. | 1404         |
| 30 ottobre 1930 (dettagli)                                                     | Provincia di Pesaro e Urbino e provincia di Ancona                  | -                      | 5,8 Mw                 | VIII-IX Mercalli          | Epicentro tra le province di Pesaro e Ancona, gli effetti maggiori si ebbero a Senigallia, ma furono colpite gravemente anche Fano, Montemarciano, Mondolfo, San Costanzo ed Ancona. Diversi feriti e alcune vittime. | 18           |
| 26 settembre 1933                                                              | Maiella, Abruzzo                                                    | -                      | -                      | VIII-IX Mercalli          | - | 12           |
| 18 ottobre 1936 dettagli                                                       | Prealpi Trevigiane, Veneto e Friuli-Venezia Giulia                  | 5,9 ML                 | -                      | IX Mercalli               | Epicentro sull'altopiano del Cansiglio, con numerosi crolli | 19           |
| 13 Aprile 1938                                                                 | Mar Tirreno                                                         | -                      | -                      | -                         | Epicentro in mare, i comuni più vicini risultano Bonifati, Acquappesa, Belvedere Marittimo nel cosentino. |              |
| 15 gennaio 1940                                                                | Palermo, Sicilia                                                    | -                      | -                      | VIII Mercalli             | Danneggiate le vecchie costruzioni del centro storico. Oltre ai danni, il terremoto ha causato 50 feriti. | 1            |
| 3 ottobre 1943                                                                 | Offida e Castignano, Marche                                         | -                      | -                      | -                         | Epicentro tra Offida e Castignano, ampiamente coinvolta tutta la provincia di Ascoli Piceno. Molti danni e alcuni morti. Lievi danni invece nelle province di Teramo e Macerata. | 15           |
| 14-29 giugno e 15 dicembre 1945                                                | Oltrepò Pavese e provincia di Alessandria, Piemonte                 | 4,8 ML                 | 4,9 Mw                 | VI-VII Mercalli           | Informazioni sul terremoto | -            |
| 14-29 giugno e 15 dicembre 1945                                                | Oltrepò Pavese e provincia di Alessandria, Piemonte                 | 5,1 ML                 | 5,3 Mw                 | VII-VIII Mercalli         | Informazioni sul terremoto | -            |
| 14-29 giugno e 15 dicembre 1945                                                | Oltrepò Pavese e provincia di Alessandria, Piemonte                 | 4,7 ML                 | -                      | VI Mercalli               | Informazioni sul terremoto | -            |
| 10-11 Maggio 1947 (dettagli)                                                   | Golfo di Squillace, Satriano                                        | -                      | -                      | VIII-IX Mercalli          | Sciame sismico con vari epicentri. Danni a Catanzaro, Chiaravalle, Argusto, Petrizzi, Gagliato, Gasperina, Montauro, Stalettì, Montepaone, Soverato, Davoli, San Sostene, Sant'Andrea, Isca che ha registrato 2 vittime, Badolato, Santa Caterina, Guardavalle. In provincia di Reggio Calabria ci sono stati danni a Roccella, Bivongi, Pazzano, Stilo e Monasterace. 140 feriti e di 1300 famiglie sfollate. | 2            |
| 13 giugno 1948 (dettagli)                                                      | Sansepolcro, Toscana                                                | -                      | -                      | VII-VIII Mercalli         | Ore 10:00 locali. Il terremoto ebbe una durata di 8 secondi. Ci furono numerosi crolli nella zona. | 1            |
| 18 agosto 1948                                                                 | Gargano, Puglia                                                     | -                      | -                      | -                         | - | -            |
| 5 settembre 1950 (dettagli)                                                    | Fano Adriano, Abruzzo                                               | -                      | 5,8 Mw                 | VIII Mercalli             | La scossa più forte registrata in questa area, considerata di modesta attività sismica. Le scosse si fecero sentire per più di due anni. Danneggiata un'area compresa tra le province di Teramo, L'Aquila, Pescara, Rieti e Ascoli Piceno. Due vittime e centinaia di feriti, danneggiati molti paesi di montagna. | 2            |
| 15 maggio 1951                                                                 | 1 km SE Montescano (PV) [45.02 9.29]                                | 5,2 ML                 | -                      | VI-VII Mercalli           | Ipocentro a profondità compresa fra 13 e 35 km. Terremoto naturale legato alla tettonica regionale. | -            |
| 1º settembre 1951                                                              | Marche                                                              | -                      | -                      | VII Mercalli              | L'area di massimo danneggiamento fu in una zona montuosa al confine tra le province Ascoli Piceno e di Macerata. A Cessapalombo la maggior parte degli edifici fu dichiarata inagibile e la gente fu costretta a trasferirsi in alloggi di fortuna o all'aperto. Avvertita anche in Umbria, Lazio e Abruzzo, con leggeri danni nelle province di Perugia e Teramo. | -            |
| 12 maggio e 20 giugno 1955 (dettagli)                                          | Piemonte, Valle Maira, provincia di Cuneo (44.53 7.15) (44.52 7.14) | 4,7 ML                 | -                      | VI-VII Mercalli           | I due terremoti si verificarono in prossimità del comune di Stroppo, nel cuneese. La prima scossa si verificò alle ore 15:15:59 locali e fu avvertita da tutti con grande spavento e fuga all'aperto e valutata di grado VII nel medesimo comune e causò crolli di fumaioli, caduta di ardesie dai tetti e lesioni leggere, ma numerose, in diversi edifici anche di buona costruzione; di VI-VII grado risultò a Macra, e a Brossasco in Val Varaita; di VI, nei comuni di Pontechianale, Casteldelfino, Prazzo e Roccabruna, della provincia di Cuneo. La seconda scossa si verificò il mese successivo alle ore 5:47:30 locali. Il movimento tellurico, questa volta, raggiunse però la sua maggiore intensità, valutata di VII grado, nel comune di Prazzo (CN), mentre a Stroppo fu solo di V-VI grado. Molto forte (VI grado) riuscì nei comuni di Marmora, Casteldelfino e Brossasco. | -            |
| 12 maggio e 20 giugno 1955 (dettagli)                                          | Piemonte, Valle Maira, provincia di Cuneo (44.53 7.15) (44.52 7.14) | 4,8 ML                 | -                      | VI Mercalli               | I due terremoti si verificarono in prossimità del comune di Stroppo, nel cuneese. La prima scossa si verificò alle ore 15:15:59 locali e fu avvertita da tutti con grande spavento e fuga all'aperto e valutata di grado VII nel medesimo comune e causò crolli di fumaioli, caduta di ardesie dai tetti e lesioni leggere, ma numerose, in diversi edifici anche di buona costruzione; di VI-VII grado risultò a Macra, e a Brossasco in Val Varaita; di VI, nei comuni di Pontechianale, Casteldelfino, Prazzo e Roccabruna, della provincia di Cuneo. La seconda scossa si verificò il mese successivo alle ore 5:47:30 locali. Il movimento tellurico, questa volta, raggiunse però la sua maggiore intensità, valutata di VII grado, nel comune di Prazzo (CN), mentre a Stroppo fu solo di V-VI grado. Molto forte (VI grado) riuscì nei comuni di Marmora, Casteldelfino e Brossasco. | -            |
| 24 giugno 1958                                                                 | L'Aquila, Abruzzo                                                   | -                      | -                      | VIII Mercalli             | Ore 07:07 locali. Interessò la Media Valle dell'Aterno. | -            |
| 21 agosto 1962 (dettagli)                                                      | Ariano Irpino, Campania                                             | -                      | -                      | IX Mercalli               | | 17           |
| 31 ottobre 1967                                                                | Mistretta, Capizzi, Sicilia                                         | 5,9 ML                 | -                      | -                         | Terremoto con effetti distruttivi sui Nebrodi occidentali, in particolare nelle città di Mistretta e Capizzi in provincia di Messina. Crollano anche edifici del centro storico, abitanti sfollati e trasferiti in nuovi quartieri poco distanti il centro. |              |
| 15 gennaio 1968 (dettagli)                                                     | Gibellina, Salaparuta e Poggioreale, Sicilia                        | -                      | 6,1 Mw                 | X Mercalli                | Ore 13:28 locali. Un forte sisma distrugge la provincia di Trapani e la provincia di Agrigento, più precisamente i comuni nella Valle del Belice. Le scosse furono avvertite fino a Palermo e Pantelleria. | 370          |
| 6 febbraio 1971 (dettagli)                                                     | Tuscania e Tarquinia, Lazio                                         | -                      | 5,6 Mw                 | VIII Mercalli             | Erano le ore 19:09 quando i sismografi dell'osservatorio sismico centrale dell'Istituto Nazionale di Geofisica, registrarono una violenta scossa sismica. | 31           |
| 25 gennaio e 14 giugno 1972                                                    | Ancona, Marche                                                      | 5,4 ML                 | -                      | VII - X Mercalli          | Il terremoto di Ancona del 1972 colpì la città il 25 gennaio 1972, alle ore 21 circa. Iniziarono allora una lunga serie di scosse telluriche che durarono fino al novembre successivo, anche più intense rispetto a quella iniziale: alle 20.55 del 14 giugno, per 15 secondi un terremoto del 10º grado della scala Mercalli (magnitudo 5,9 della scala Richter) scosse Ancona.[39] La lunga durata, oltre che l'intensità, di questa serie sismica fu disastrosa per Ancona. Tutti gli edifici, abitazioni, aziende, uffici pubblici, furono lesionati in modo più o meno grave.[40] Per mesi le persone dovettero vivere in improvvisate tendopoli (e persino nei vagoni ferroviari e sulla nave Tiziano), la maggior parte delle attività economiche si fermarono costringendo l'autorità civile a provvedere con sussidi economici alle famiglie, i servizi pubblici si ridussero al minimo, i rioni storici rimasero per anni deserti.[41] Fortunatamente non ci furono vittime dirette del sisma, anche se si devono registrare decessi causati dai disagi e dallo spavento. Seguì il restauro degli edifici e un impegnativo risanamento del centro storico con criteri antisismici.[42][43]                                                                                           | -            |
| 26 Novembre 1972                                                               | Comunanza - Montefalcone Appennino, Marche.                         | -                      | 5,5 Mw                 | VIII Mercalli             | Il terremoto delle Marche merididonali si verificò alle ore 17:03 (UTC+1) di Domenica, 26 novembre 1972, con epicentro situato fra i Comuni di Comunanza e Montefalcone Appennino, ed ipocentro ad 1 km di profondità. Ha avuto una Magnitudo momento di 5,5, ed un'intensità Mercalli di VIII grado. Esso colpì le Marche meridionali, in particolare il territorio collinare e montano della Provincia di Ascoli Piceno e della Provincia di Fermo, a ridosso dei Monti Sibillini. |              |
| 6 maggio 1976 (dettagli)                                                       | Artegna e Gemona del Friuli, Friuli-Venezia Giulia                  | 6,5 ML                 | 6,4 Mw                 | X Mercalli                | Ore 21:02 locali. Il terremoto fu registrato nelle Prealpi Giulie e distrusse i comuni della provincia di Udine e della provincia di Pordenone. L'evento principale fu seguito da molteplici repliche, la più forte delle quali avvenuta il 15 settembre (6,0 Mw). | 989          |
| 11 marzo 1978                                                                  | Aspromonte, Calabria                                                | -                      | 5,2 Mw                 | VIII Mercalli             | Si registrò alle ore 19:20 e l'epicentro fu individuato tra i Comuni di Ferruzzano e Samo. | -            |
| 15 aprile 1978 (dettagli)                                                      | Golfo di Patti, Sicilia                                             | -                      | -                      | -                         | Si registrò alle ore 00:33, provocando ingenti danni e feriti a Patti e nei comuni limitrofi. Qualche crollo anche nei comuni della riviera tirrenica messinese. Molte persone colte da malore. | 5            |
| 25 settembre 1978                                                              | Matera, Basilicata                                                  | -                      | -                      | -                         | Provocò diversi danni nella città dei Sassi e nelle frazioni vicine come quella di Timmari e La Martella. Fu avvertito in tutta la Basilicata e in gran parte della Puglia. | -            |
| 19 settembre 1979 (dettagli)                                                   | Norcia, Umbria                                                      | -                      | -                      | IX Mercalli               | Ore 23:30 locali. Il sisma danneggiò principalmente il centro storico di Norcia, ma ci furono danni anche nel resto dell'Umbria, nel Lazio, nelle Marche e in Abruzzo. | 5            |
| 5 gennaio 1980                                                                 | Piemonte, Val Sangone, provincia di Torino (45.01 7.31)             | 4,8 ML                 | 5,0 Mw                 | VI-VII Mercalli           | Questo forte terremoto si verificò alle ore 15:32:26 locali a una profondità ipocentrale di 10.6 chilometri, mentre l'epicentro è stato nella borgata Provonda, nel comune di Giaveno (TO). Il sisma durò circa 90 secondi e venne seguito da altre scosse minori. Un tempo lunghissimo in cui i torinesi si sono immediatamente riversati di massa in strada. Ci furono danni. Crollò il campanile della chiesa della Visitazione di Maria Vergine di strada del Castello di Mirafiori 44, risalente al XVII secolo. Molti palazzi furono lesionati anche profondamente, soprattutto in centro a Torino, nella zona di via Po, corso Palermo e piazza della Repubblica. Le tubature, le linee elettriche e quelle del telefono, principale preoccupazione dei tecnici e dei vigili del fuoco, non avevano subito particolari danneggiamenti. Tre persone colte da malori collaterali furono ricoverate negli ospedali. Nella notte c'erano già stati segni premonitori con scosse di lieve intensità. Il forte terremoto fu avvertito in tutta la regione, in Liguria e ai confini della Lombardia. | -            |
| 23 novembre 1980 (dettagli)                                                    | Castelnuovo di Conza, Conza della Campania e Teora, Campania        | 6,9 ML                 | 6,9 Mw                 | X-XI Mercalli             | Ore 19:34 locali. Dalla fine della Seconda guerra mondiale il più violento terremoto in Italia con una durata di 90 secondi. Fu anche il più terribile terremoto in Irpinia e Basilicata nel XX secolo. In più di un minuto furono distrutti i comuni tra il Vulture e l'Irpinia. I comuni più duramente colpiti furono quelli di Castelnuovo di Conza, Conza della Campania, Laviano, Lioni, Sant'Angelo dei Lombardi, Senerchia, Calabritto e Santomenna. La spaventosa scossa fu avvertita dal Friuli-Venezia Giulia alla Sicilia. | 2914         |
| 4 ottobre 1983                                                                 | Napoli e Pozzuoli, Campania                                         | -                      | -                      | VII Mercalli              | Ore 8:10 locali. Una forte scossa di terremoto colpisce il Golfo di Napoli e causa danni e panico nella città di Pozzuoli. La scossa, dovuta al bradisismo flegreo, è la scossa più forte dello sciame sismico (iniziato nel 1982). La magnitudo del sisma oscilla tra i 4 e 4,8 gradi Richter e si origina tra i 2,5 e i 3 km di profondità. Per paura di un'eruzione imminente la zona venne evacuata ma l'eruzione, fortunatamente, non avvenne. Migliaia furono le repliche, anche in mare aperto. | -            |
| 24 aprile 1984                                                                 | Livorno e Pisa, Toscana                                             | -                      | -                      | VII Mercalli              | Due scosse di terremoto, una alle 19.20 ed un'altra alle 21.46, con epicentro in mare tra Livorno e Pisa. Negli ospedali di Livorno e di Pisa sono state ricoverate non meno di cento persone colte da malore e da crisi nervose. Un centinaio gli edifici dichiarati inagibili. | 3            |
| 29 aprile 1984 (dettagli)                                                      | Gubbio, Umbria                                                      | -                      | -                      | VII Mercalli              | La scossa principale venne registrata alle 07.03 italiane. Terremoto avvertito intensamente in tutto il Centro Italia. Gravi danni nel triangolo compreso tra Gubbio, Perugia e Assisi. A Gubbio vari crolli parziali in edifici pubblici e di culto. Diversi feriti. Il sisma ha lesionato 10587 edifici, di cui 243 giudicati danneggiati in modo irreparabile.[8] | -            |
| 7 maggio 1984 (dettagli)                                                       | San Donato Val di Comino, Lazio                                     | -                      | 5,9 Mw                 | VIII Mercalli             | Ore 19:53 locali. Il terremoto danneggiò gravemente la stessa area del terremoto del 1915, in particolare le province di Frosinone, Isernia e L'Aquila. Le scosse furono avvertite in tutta l'Italia centrale, fino a Napoli, dove ci furono lievi danni. | 3            |
| 3 luglio 1987 (dettagli)                                                       | Porto San Giorgio, Porto Sant'Elpidio e Fermo, Marche               | 5,1 ML                 | -                      | VII Mercalli              | Ore 12:22 locali. Epicentro in mare nella zona tra Porto San Giorgio, Porto Sant'Elpidio e Fermo, all'epoca in provincia di Ascoli Piceno. Lievi danni alle strutture. Molta la paura. | -            |
| 5 maggio 1990                                                                  | Basilicata meridionale                                              | -                      | -                      | VII-VIII Mercalli         | Danni. | -            |
| 13 dicembre 1990 (dettagli)                                                    | Carlentini, Sicilia                                                 | -                      | 5,7 Mw                 | VIII-IX Mercalli          | Ore 1:24 locali. Questo sisma è ricordato come "il terremoto di Santa Lucia" ed in 45 secondi colpì i centri abitati di Augusta, Melilli, Sortino, Carlentini, Lentini e Francofonte. | 17           |
| 26 maggio 1991                                                                 | Basilicata                                                          | -                      | -                      | VII Mercalli              | Alcuni danni. | -            |
| 21 aprile 1995                                                                 | Riviera di Ponente                                                  | -                      | -                      | VII Mercalli              | Avvertito intensamente nella Riviera dei Fiori e in Costa Azzurra, più lievemente nel Basso Piemonte. Panico ma lievi danni. | -            |
| 30 settembre 1995                                                              | Peschici, Puglia                                                    | -                      | -                      | VII Mercalli              | Ore 11:14 locali. L'epicentro fu localizzato in mare, al largo di Peschici (FG). A Foggia e provincia numerose crepe e crollo dei tetti di due chiese. Qualche ferito lieve ed alcuni anziani colti da malore. Avvertito anche a Bari, in Campania e in Basilicata. Alcuni edifici pubblici evacuati.[10] | -            |
| 10 ottobre 1995                                                                | Fivizzano, Toscana                                                  | -                      | -                      | VII Mercalli              | Ore 7:53 locali. Zone più colpite le province di Massa-Carrara (epicentro) e della Spezia in Liguria. Avvertita fino a Firenze, Genova, in Emilia-Romagna e in parte nella Pianura Padana, fino in Lombardia. Diverse abitazioni lesionate e caduta di calcinacci, edifici pubblici evacuati. Gravi danni solo nell'antico Palazzo Politeama a Carrara. Alcuni feriti.[11] | -            |
| 15 ottobre 1996                                                                | Reggio nell'Emilia, Emilia-Romagna                                  | -                      | -                      | VII Mercalli              | Ore 11:56 locali. Ebbe come centro Bagnolo (RE), Correggio (RE) e Novellara (RE). Il sisma è durato circa un minuto e le scosse di replica sono proseguite in tutti i mesi successivi. | 2            |
| 26 settembre 1997 (dettagli)                                                   | Annifo e Colfiorito, Umbria                                         | -                      | 5,7 Mw 6,0 Mw          | X Mercalli                | Ore 2:33 locali ed ore 11:40 locali. In poco meno di 10 ore si susseguono due scosse una più forte dell'altra a radere al suolo i due comuni epicentrali. La seconda scossa, inoltre, causò la caduta della volta di Giotto e Cimabue nella Basilica di San Francesco e che uccise 4 persone sul colpo. I comuni maggiormente interessati dal sisma furono Foligno (sia le frazioni montane sia il capoluogo), Nocera Umbra, Preci, Sellano ed Assisi in Umbria, Fabriano, Serravalle di Chienti e Camerino nelle Marche. Le scosse di replica si susseguirono fino all'anno successivo. | 11           |
| 9 settembre 1998                                                               | Monte Pollino, Basilicata                                           | -                      | -                      | VII Mercalli              | Colpita la zona del Pollino con epicentro localizzato fra i comuni di Castelluccio Inferiore, Castelluccio Superiore e Lauria. I morti furono 2: Alfonso Buonocore, 24 anni, fu investito da un masso che si staccò da un costone roccioso mentre era in macchina vicino a Maratea; Giuseppe Severitano, 70 anni, fu colpito da infarto durante la scossa a Solofra, in Provincia di Avellino. Notevoli danni strutturali si sono verificati soprattutto a Castelluccio Superiore ed Inferiore, dove si è registrato il crollo del campanile della Chiesa Madre insieme a parte della volta della stessa chiesa. Lesioni a muri portanti, cadute di cornicioni, tegole e camini delle abitazioni. | 2            |
| 23 settembre 1998                                                              | Provincia di Foggia, Puglia                                         | -                      | -                      | V-VI Mercalli             | - | -            |
| 25 gennaio 1999                                                                | Provincia di Forlì-Cesena, Emilia-Romagna                           | -                      | -                      | VI Mercalli               | - | -            |
| 14 febbraio 1999                                                               | Golfo di Patti, Sicilia                                             | -                      | -                      | -                         | Ore 12:45 locali. Epicentro in mare, dinnanzi a Patti, lesioni e crollo di calcinacci in molti dei comuni vicini. Percepito in tutta la Sicilia, soprattutto nella riviera ionica messinese. Alcuni anziani colti da malore. | -            |
| 7 luglio 1999                                                                  | Appennino tosco-emiliano, Emilia-Romagna e Toscana                  | -                      | -                      | VI Mercalli               | - | -            |
| 9 ottobre 1999                                                                 | Vesuvio, Campania                                                   | -                      | -                      | -                         | Ore 5:41 locali. Un forte terremoto, inizialmente valutato come 3,6, scuote il Vesuvio, originandosi molto superficialmente (tra l'1 e i 3 km di profondità). Causò qualche danno sul vulcano e fu avvertito molto forte anche a Napoli. Nei comuni epicentrali la temperatura dell'acqua aumentò fino a raggiungere i 40 gradi. Tutto lasciava presagire un'eruzione, la quale non avvenne. Inoltre l'11 ottobre alle 4.35 ci fu una replica sismica di 2,9 Richter. | -            |
| 29 dicembre 1999                                                               | Valtellina, Lombardia                                               | -                      | -                      | VI Mercalli               | - | -            |